# Scheibe-Flugzeugbau

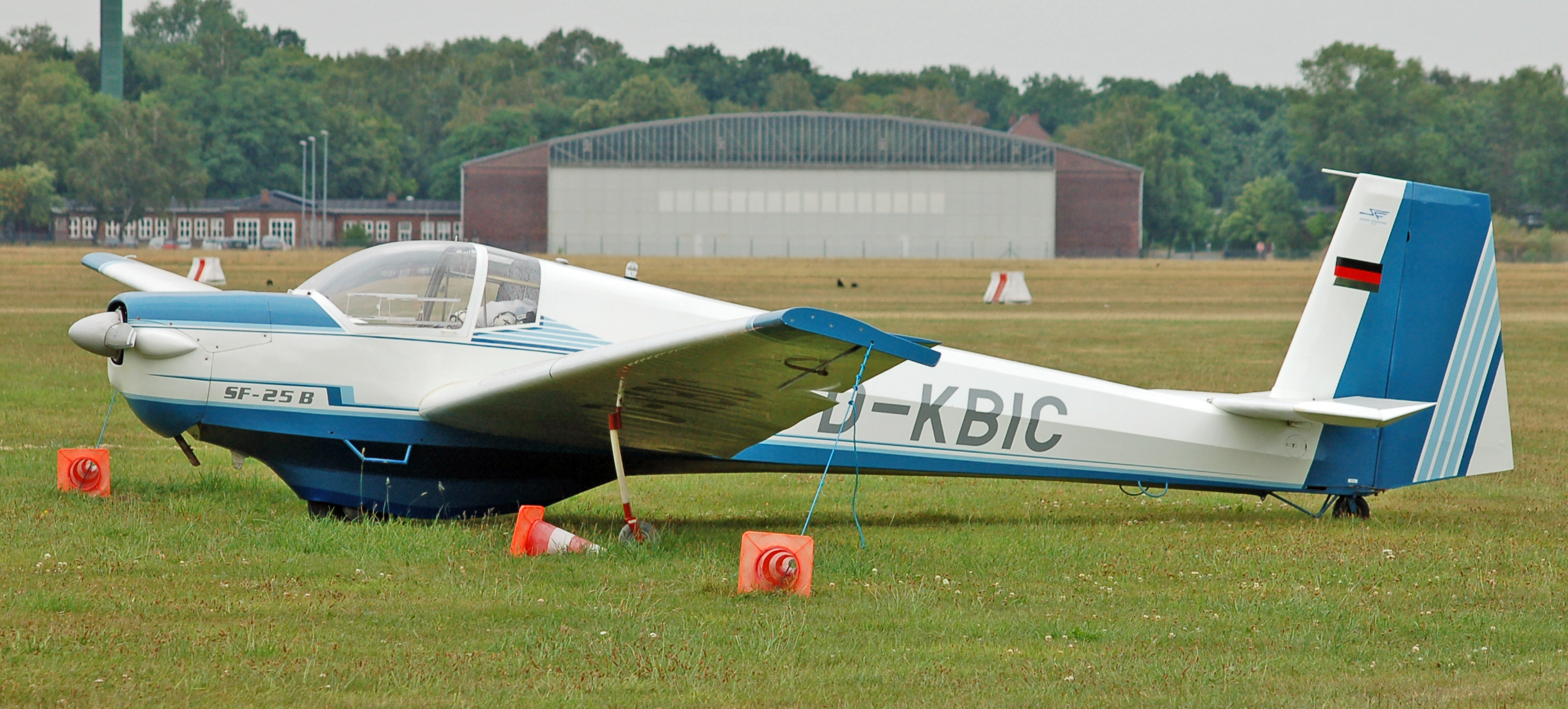
Scheibe SF 25 Falke

Die Scheibe-Flugzeugbau GmbH aus Dachau war Hersteller von Motorflugzeugen, Motorseglern, Segelflugzeugen und Ultraleichtflugzeugen.

## Geschichte
Vor dem Zweiten Weltkrieg leitete Egon Scheibe die Flugtechnische Fachgruppe an der Technischen Hochschule München. Es entstanden zu dieser Zeit der Doppelsitzer Mü 10 „Milan“ und die Mü 13, mit der Kurt Schmidt den Rhön-Wettbewerb 1936 gewann. Typisch war die Rumpfkonstruktion in aufgelöster Stahlrohrbauweise, die auch bei den folgenden Mustern Mü 15 und Mü 17 beibehalten wurde.
Am 30. Oktober 1951 gründete Scheibe das Unternehmen Scheibe-Flugzeugbau GmbH. Die Produktion begann am 15. November 1951 mit der „Mü 13 E“. Dies war der Beginn der legendären „Bergfalken“-Serie, die auf dem Urmuster „Mü 13 Atalante“ von 1936 basierte. Sie erhielt am 29. April 1952 die erste Musterzulassung in der Bundesrepublik Deutschland. Für die Zukunft des jungen Unternehmens sah Egon Scheibe (geboren am 28. September 1908 in München) bessere Entfaltungsmöglichkeiten an einem größeren Flugplatz. So konnten auf dem Flughafen München-Riem Räume angemietet und dort sogar eine eigene Holzhalle errichtet werden. Während fortan Flächen und Rümpfe in Dachau gebaut wurden, erfolgten Lackierung und Endmontage hauptsächlich in München-Riem. Sowohl aufgrund der sich hieraus ergebenden höheren Lohnkosten als auch aus anderen wirtschaftlichen Gründen war E. Scheibe mit dieser Lösung nicht ganz zufrieden. Deshalb wurde die Außenstelle München-Riem nach nur vier Jahren wieder aufgelöst. Anfang der 60er Jahre hatte Scheibe sich mit einigen hundert gelieferten Bergfalken, Spatzen und den leistungsfähigen Zugvögeln fest auf dem deutschen Markt etabliert.

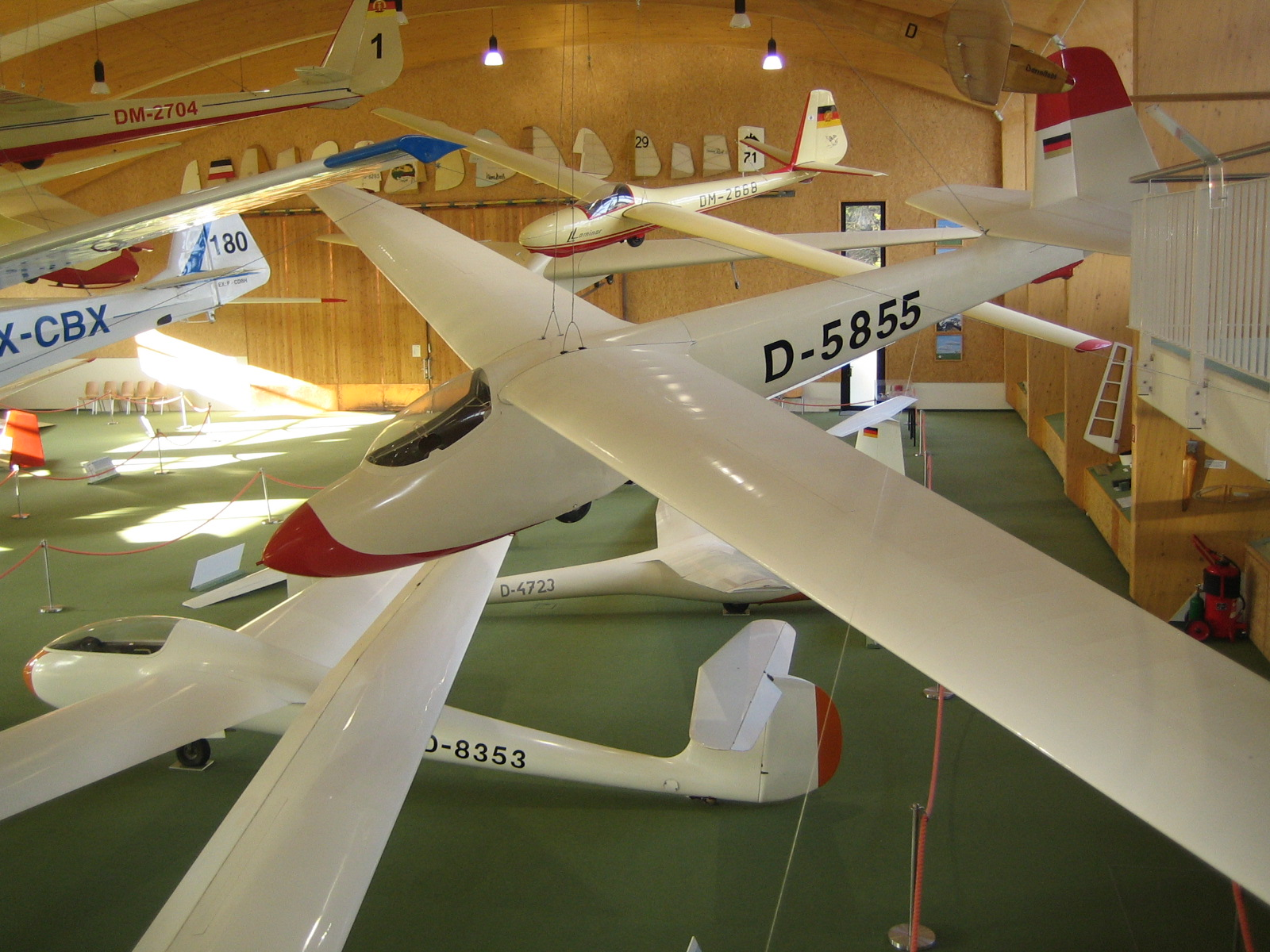
Eine Scheibe Zugvogel III, ausgestellt im Deutschen Segelflugmuseum mit Modellflug

Scheibe spezialisierte sich dann in den 70er Jahren ganz auf die Falken (Typ SF 25), d. h. Motorsegler mit Sitzen nebeneinander in Gemischtbauweise. Die Motorisierung stieg allmählich von 45 auf 60, 80 und zuletzt optional bis 100 PS. Mit dem 100-PS-Rotax-Motor ist der Falke für Segelflugschlepp gut geeignet, ansonsten wegen der „langsamen“ Zelle übermotorisiert. Das ursprünglich starre Zentralrad mit Ballonreifen erhielt ab 1976 eine Federung. Noch ein Jahrzehnt später stellte man auf ein Zweibeinfahrwerk um, das allerdings nicht die beinahe grenzenlose Seitenwindtauglichkeit des Zentralrades aufweist. Insgesamt sollen über 1200 Falken gebaut worden sein, die fast alle in den Vereinen Mitteleuropas fliegen. Es sind robuste, gutmütige und sparsame Leichtmotorflugzeuge, die bei guter Thermik auch segelfähig sind. Die Segelflugleistungen lassen allerdings keine Freude aufkommen. Anders ist das beim Tandem-Falken SF 28 A, einer Version mit hintereinander liegenden Sitzen, einem Meter mehr Spannweite und Verstellpropeller mit Segelstellung. Der Tandem-Falke segelt erheblich besser, aber diese Eigenschaft war kaum gefragt, so dass der Typ nach wenigen Jahren Bauzeit Ende der 70er Jahre wieder eingestellt wurde.
Mit dem Flugzeugbau in GfK hatte Scheibe keinen Erfolg. Der Doppelsitzer SF 34 kam 1979 zu spät und hatte gegen die industrielle Astir-Produktion bei Grob keine Chance. Ähnlich erging es später dem Kunststoff-Motorsegler SF 36 im Vergleich zu Konkurrenten G109 von Grob und der noch heute gefertigten Dimona, so dass Scheibe völlig von der Fertigung der Falken abhängig blieb. In dem Maße wie der Motorseglermarkt gesättigt wurde und wie die handwerklichen Produktionskosten stiegen, wurde die wirtschaftliche Luft für das Unternehmen zunehmend dünner. Dazu kamen Nachfolgeprobleme, nachdem Egon Scheibe hochbetagt „in den Stiefeln“ gestorben war.
Im Jahr 2006 wurde die Produktion in Dachau eingestellt und die Firma aufgelöst. Musterbetreuer der Scheibe-Segelflugzeuge und Motorsegler in Gemischtbauweise ist seitdem die Fa. Scheibe Aircraft GmbH in Heubach, ein Unternehmen des Luftfahrtbetriebes Sammet. In Heubach ist inzwischen die Fertigung einer modifizierten Version der SF 25 C angelaufen, so dass der Falke für eingeschworene Liebhaber immer noch werksneu zu haben ist. Auch alle Ersatzteile sind lieferbar. Auf der Aero 2009 in Friedrichshafen präsentierte Scheibe Aircraft aus Heubach eine nochmals modifizierte Version des Falken mit erhöhter Zuladung, optional auch mit dem turboaufgeladenen, 115 PS leistenden Rotax 914-Antrieb ausgestattet. 2010 übernahm Scheibe Aircraft ebenfalls die Rechte und Musterbetreuung von SF 23 „Sperling“, SF 34 „Delphin“ (= Centrair „Alliance 34“) und SF 36.

## Produkte

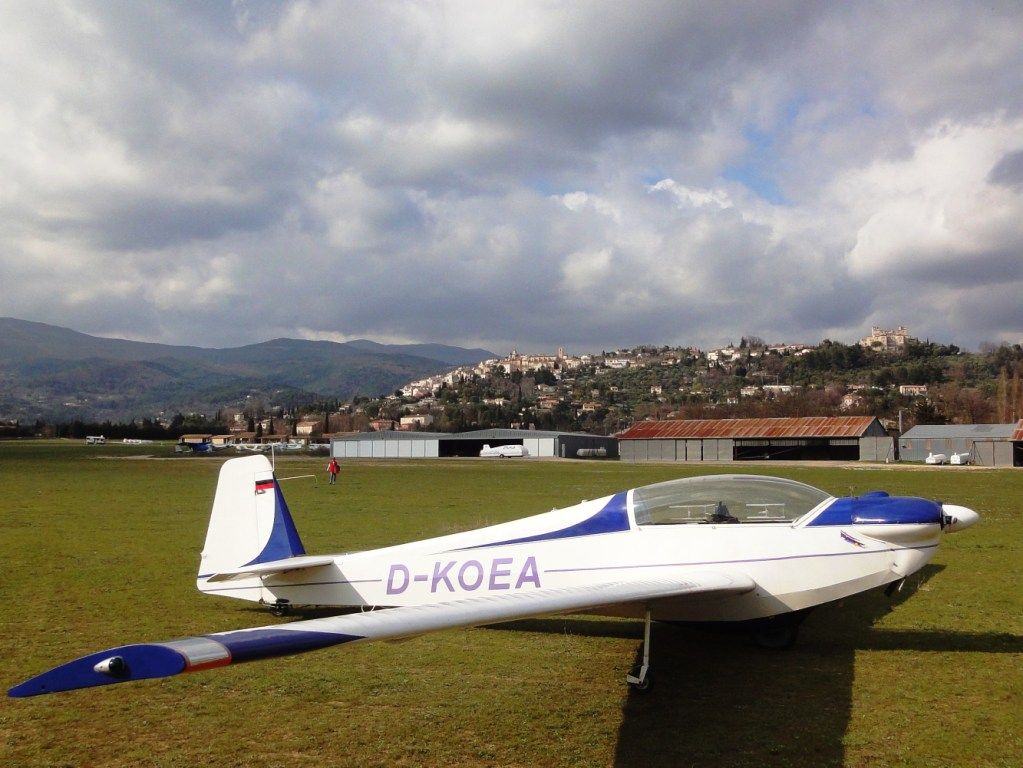
Ein Tandem-Falke in Fayence

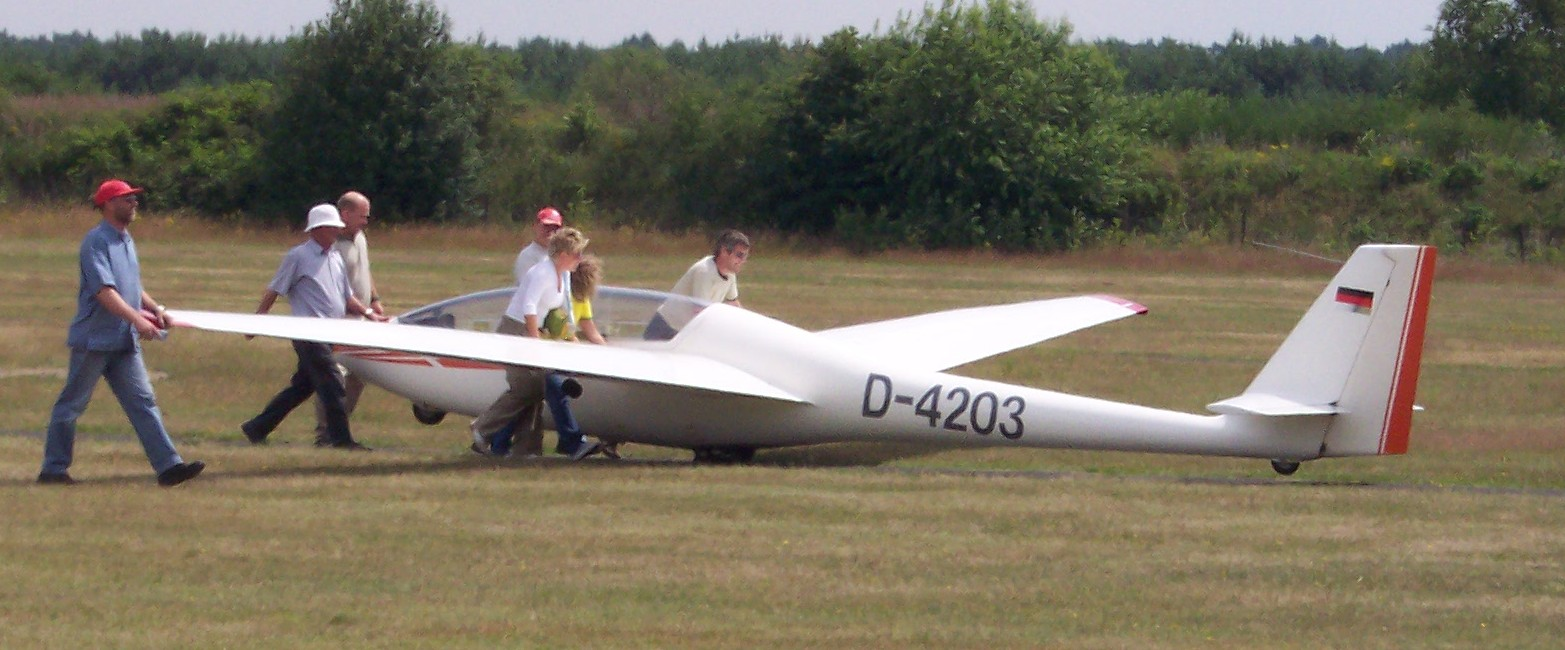
Scheibe SF 34B Delphin

Folgende Flugzeugmuster wurden gebaut:
- Scheibe Mü 13 E Bergfalke I
- Scheibe Bergfalke II
- Scheibe Bergfalke II/55
- Scheibe Bergfalke III
- Scheibe Bergfalke IV
- Scheibe Specht (Scheibe Sperber)
- Scheibe Spatz (mehrere Modelle)
- Scheibe Zugvogel I (Ka 5)
- Scheibe Zugvogel II
- Scheibe Zugvogel III, IIIA und IIIB
- Scheibe Zugvogel IV und IVA
- Scheibe SF 23 Sperling
- Scheibe SF 24 Motorspatz
- Scheibe SF 25 Falke
- Scheibe SF 26 Standard
- Scheibe SF 27 Zugvogel V
- Scheibe SF 28 Tandem-Falke
- Scheibe SF 29
- Scheibe SFS 31 Milan (Kooperation mit Sportavia-Pützer)
- Scheibe SF 33 Trainer
- Scheibe SF 34 Delphin
- Scheibe SF 35 (Motorsegler, Einzelstück, aus SF 25 C umgebaut worden)
- Scheibe SF 36
- Scheibe SF 40 Mini-Falke
- Scheibe SF 41 Merlin
- Scheibe ULI-1
- Scheibe ULI-2
- Scheibe ULTRA